# Ольвія (біметалева монета)
«О́львія» — пам'ятна біметалева монета зі срібла та золота, випущена Національним банком України, присвячена одному з найзначніших центрів античної матеріальної та духовної культури Північного та Північно-Західного Причорномор'я — місту-державі Ольвії, яке було засноване на початку VI ст. до н. е. у Нижньому Побужжі (тепер городище поблизу с. Парутине Миколаївської області) й проіснувало близько 1000 років. Місто мало своєрідне монетне виробництво та випускало дельфінчиків і стрілки вилиті з міді як грошові знаки.
Монету введено в обіг 26 грудня 2000 року. Вона належить до серії «Пам'ятки давніх культур України».

## Опис монети та характеристики
| Номінал грн. | Метал          | Маса, г                                                         | Діаметр, мм | Якість виготовлення | Гурт                 | Тираж, штук |
| ------------ | -------------- | --------------------------------------------------------------- | ----------- | ------------------- | -------------------- | ----------- |
| 20           | золото, срібло | 14,7: метал вставки — Au 916 — 5,74 метал кільця — Ag 925 — 7,8 | 31,0        | не визначено        | секторальне рифлення | 3 000       |

### Аверс
На аверсі монети у внутрішньому колі в центрі на тлі житнього колосся зображено символічне колесо історії, на якому сидить сокіл, а внизу — змія, угорі ліворуч розміщено малий Державний Герб України; у зовнішньому колі зображено гончара — ліворуч та жінку з дітьми на тлі грецької колони — праворуч, логотип Монетного двору і написи: «УКРАЇНА» / «2000» / «20» / «ГРИВЕНЬ» /.

### Реверс

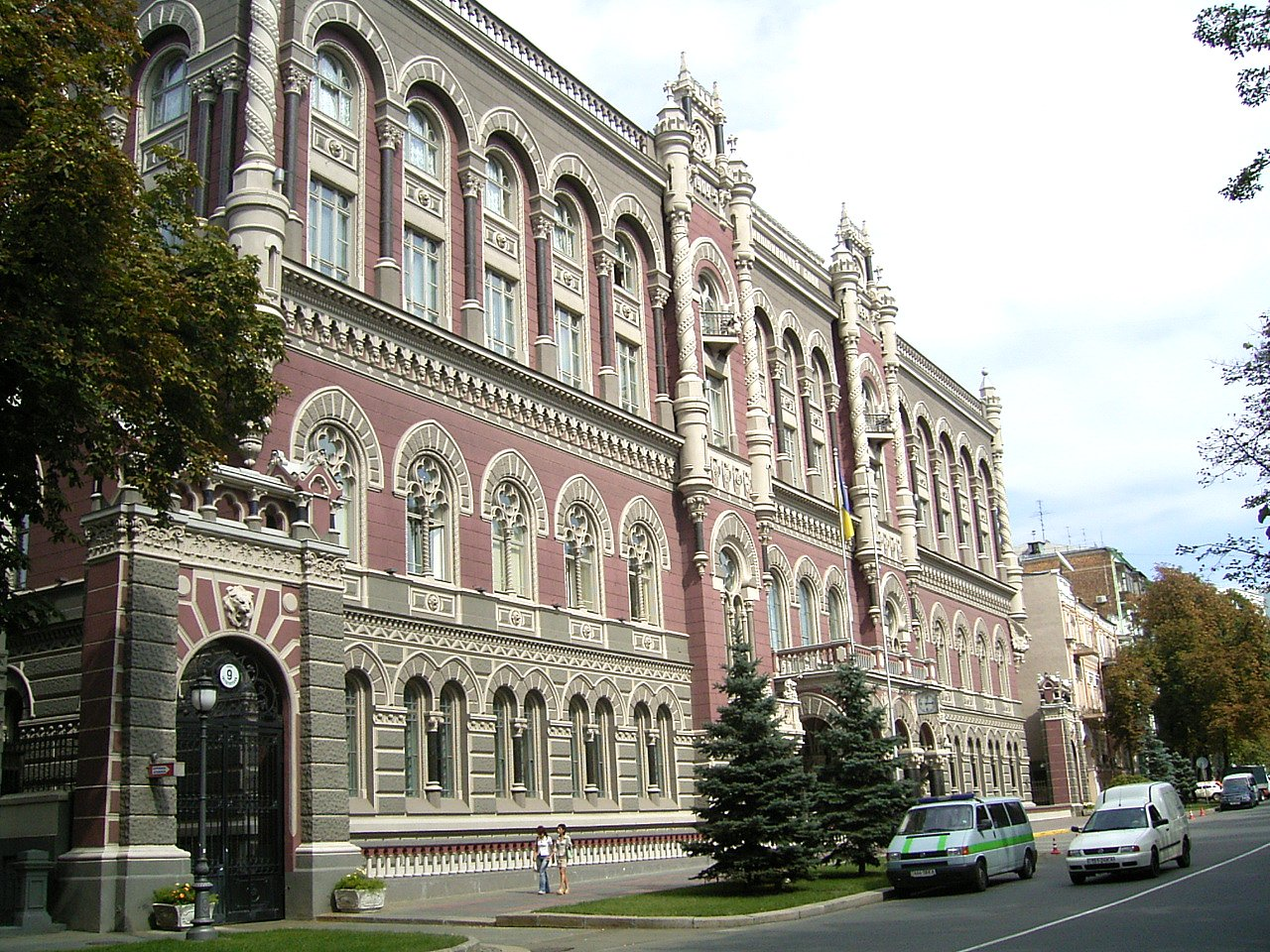
Будівля Національного банку України

На реверсі монети у внутрішньому колі зображено ольвійську монету; у зовнішньому колі — орнамент та сюжети вазового розпису, що характерні для того часу, та напис: «ОЛЬВІЯ».

## Автори
- Художник — Чайковський Роман.
- Скульптор — Чайковський Роман.

## Вартість монети
Ціна монети — 3547 гривень була вказана на сайті Національного банку України в 2011 році.
Фактична приблизна вартість монети, з роками змінювалася так:
| Рік        | 2010  | 2011  | 2012  | 2013  | 2014  | 2015  | 2016  | 2017  | 2018  | 2019  | 2020  | 2021   | 2022   | 2023   | 2024   | 2025   |
| ---------- | ----- | ----- | ----- | ----- | ----- | ----- | ----- | ----- | ----- | ----- | ----- | ------ | ------ | ------ | ------ | ------ |
| Ціна, грн. | 3 000 | 3 600 | 3 600 | 3 600 | 3 600 | 6 300 | 7 500 | 8 000 | 7 800 | 7 500 | 9 300 | 11 000 | 11 000 | 17 000 | 20 000 | 31 000 |